# Pierściec (gromada)
Pierściec – dawna gromada, czyli najmniejsza jednostka podziału terytorialnego Polskiej Rzeczypospolitej Ludowej w latach 1954–1972.
Gromady, z gromadzkimi radami narodowymi (GRN) jako organami władzy najniższego stopnia na wsi, funkcjonowały od reformy reorganizującej administrację wiejską przeprowadzonej jesienią 1954 do momentu ich zniesienia z dniem 1 stycznia 1973, tym samym wypierając organizację gminną w latach 1954–1972.
Gromadę Pierściec z siedzibą GRN w Pierśćcu utworzono – jako jedną z 8759 gromad na obszarze Polski – w powiecie cieszyńskim w woj. stalinogrodzkim, na mocy uchwały nr 16/54 WRN w Stalinogrodzie z dnia 5 października 1954. W skład jednostki weszły obszary dotychczasowych gromad Kiczyce (z wyłączeniem terenów wchodzących w skład gromady Ochaby), Kowale i Pierściec ze zniesionej gminy Skoczów w powiecie cieszyńskim oraz kolonia Górnioki z dotychczasowej gromady Iłownica ze zniesionej gminy Rudzica w powiecie bielskim w tymże województwie. Dla gromady ustalono 20 członków gromadzkiej rady narodowej.
29 lutego 1956 z gromady Pierściec wyłączono parcele nr kat. 128–130, 1379–1381, 1385–1387, 1389, 1390, 1392–1397, 1451/1–1451/3, 1452/1, 1452/2, 1453/1, 1453/2, 1471/2, 1472, 1531 i 1532/1–1532/3, włączając ją do gromady Iłownica w powiecie bielskim w tymże województwie.
20 grudnia 1956 województwo stalinogrodzkie przemianowano (z powrotem) na katowickie.
Gromada przetrwała do końca 1972 roku, czyli do kolejnej reformy gminnej.